# The Fallout (pel·lícula)
The Fallout (lit. ‘La vida de després’) és una pel·lícula estatunidenca estrenada l'any 2021, pertanyent al gènere dramàtic, la qual va ser escrita i dirigida per Megan Park en el seu debut com a directora. La protagonista de la pel·lícula és Jenna Ortega com a Vada Cavell, una estudiant de secundària que viu un trauma emocional important després d'un tiroteig a l'escola. La pel·lícula està també protagonitzada per Maddie Ziegler, Julie Bowen, John Ortiz, Niles Fitch, Will Ropp i Shailene Woodley en papers secundaris. La partitura de la banda sonora està composta pel músic i actor nord-americà Finneas O'Connell.
The Fallout es va estrenar a South by Southwest el 17 de març de l'any 2021 i a HBO Max, el 27 de gener de l'any 2022 per Warner Bros. Pictures i New Line Cinema. La reacció dels crítics va ser molt bona, ja que van elogiar la direcció, el guió i la partitura d'O'Connell, i, a més a més van lloar l'actuació d'Ortega. A South by Southwest, va rebre el Gran Premi del Jurat al Concurs de llargmetratges de narrativa, el Premi Elecció del públic al Concurs de llargmetratges de narrativa i el Brightcove Illumination Award.

## Argument
La Vada, una estudiant de secundària, va al lavabo enmig de classe després que la seva germana petita l'Amelia la truqui perquè li ha baixat el seu primer període. Mentre es troba al lavabo, es produeix un tiroteig a l'escola i la Vada s'amaga amb els seus companys d'escola la Mia, una ballarina, i en Quinton, el germà del qual mor en el tiroteig. En les setmanes posteriors a l'incident, el trauma de la Vada fa que entri en depressió i s'aïlli de la seva família. També es distancia del seu millor amic Nick, ja que no es vol veure involucrada amb l'activisme de control d'armes que aquest s'ha vist estimulat a fer després. En canvi, es relaciona cada cop més amb la Mia i comença a passar més temps a casa d'aquesta.
A ordres dels seus pares, la Vada va a teràpia i torna a l'escola, però ho troba incòmode. No pot entrar al lavabo on s'ha amagat, la qual cosa fa que orini dins els seus pantalons quan sent el so d'una llauna de refresc que s'aixafa. Per tal d'afrontar l'estrès, pren èxtasi, el que fa que Nick hagi d'ajudar-la a superar els efectes posteriors. Una nit, després d'estar bevent, la Vada i la Mia es fan un petó i mantenen relacions sexuals. Ella i en Nick discuteixen sobre com ella està afrontant la situació, la qual cosa fa que en la Vada busqui a en Quinton i intenti besar-lo. En Quinton la rebutja suaument, ja que encara no està emocionalment preparat per una relació. La Vada es distancia encara més de la seva família i amics, fins i tot de la Mia.
Més tard, l'Amelia admet davant la Vada que va suposar que a ella li va molestar que li truqués, ja que l'havia posat en més perill. La Vada li assegura que no és així, i es reconcilien. La protagonista reconnecta emocionalment amb els seus pares i també amb la Mia, ambdues acordant continuar endavant com amigues. En la següent sessió de teràpia, la Vada mostra haver fet un autèntic progrés quan accepta el que va passar, igualment, admet que ella i en Nick potser no es reconcilien.
La Vada, mentre espera la Mia fora de la classe de ball d'aquesta última, rep una notificació al seu telèfon la qual l'informa sobre un tiroteig en una altra escola d'un altre lloc del país i té un atac de pànic.

## Repartiment
- Jenna Ortega com a Vada Cavell
- Maddie Ziegler com a Mia Reed
- Niles Fitch com a Quinton Hasland
- Will Ropp com a Nick Feinstein
- Lumi Pollack com a Amelia Cavell
- John Ortiz com a Carlos Cavell
- Julie Bowen com a Patricia Cavell
- Shailene Woodley com a Anna
- Christine Horn com a Mrs. Victor
- Austin Zajur com a Dan Bonavure
- Yindra Zayas com a Megan

## Producció
El febrer de l'any 2020, es va anunciar que l'actriu Jenna Ortega s'havia unit al repartiment de la pel·lícula, amb Megan Park dirigint a partir d'un guió que ella mateixa va escriure. Maddie Ziegler es va unir l'abril de l'any 2020. El maig de l'any 2020, Will Ropp va ser qui es va unir al repartiment de la pel·lícula. L'agost de l'any 2020, Niles Fitch, Shailene Woodley, Julie Bowen i John Ortiz van ser els últims en unir-se al repartiment de la pel·lícula.
El març de l'any 2020 era quan s'esperava començar el rodatge, però a causa de la pandèmia de la COVID-19 es va ajornar. La primera fase del rodatge va començar a Los Angeles l'agost de 2020 i es va acabar l'11 de setembre de 2020. Al febrer de l'any 2021, es va anunciar que Finneas O'Connell seria qui composaria la banda sonora de la pel·lícula, marcant el seu primer debut com a compositor cinematogràfic. WaterTower Music han publicat la banda sonora.

## Llançament
Universal Pictures va adquirir els drets de distribució internacional de la pel·lícula el desembre de l'any 2020,. El 17 de març de l'any 2021 la pel·lícula es va estrenar mundialment a South by Southwest. HBO Max, el juliol de l'any 2021, va adquirir els drets de distribució de la pel·lícula, juntament amb Warner Bros. Imatges, ja que aquests distribueixen als territoris on HBO Max no està disponible. La pel·lícula es va estrenar a HBO Max el 27 de gener de l'any 2022.

## Recepció
A Rotten Tomatoes, basant-se en 68 crítiques, la pel·lícula té una nota d'aprovació del 93%, amb un 7,90/10 de valoració mitjana i, a més a més, el consens dels crítics d'aquest mateix lloc web opinen que la pel·lícula és: "Empatica i ben actuada, The Fallout utilitza les conseqüències del trauma per lluitar amb l'experiència del dol". A Metacritic, la puntuació mitjana ponderada de la pel·lícula és de 84 sobre 100, basant-se en 12 crítics, així indicant "aclamació universal". A IndieWire Kate Erbland va dir que la pel·lícula aborda "apostes emocionals reals a la brillantor de les xarxes socials, desenterrant alguna cosa poderosa en el procés", a més de donar a la pel·lícula una qualificació de B+. A The Hollywood Outsider la pel·lícula va ser qualificada com "una pel·lícula notable que explora les ramificacions de la tragèdia en els nostres fills i com la resposta condicional humana no és una mida única" per Amanda Sink.
La direcció de Park va ser elogiada i el paper d'Ortega admirat, fins i tot diversos crítics l'han qualificat com el paper de descobriment de l'actriu. "Sensible i penetrant" van ser els adjectius que Sheri Linden de The Hollywood Reporter va utilitzar per qualificar la pel·lícula, a més d'elogiar el guió i direcció de Park, les actuacions i la partitura de Finneas i, finalment, també va escriure això ". .. El gir bellament matisat d'Ortega entén la façana de res a mirar i les esquerdes de l'armadura." Aquesta pel·lícula va ser qualificada per Peter Debruge de Variety com el "debut estel·lar" de Park i va afirmar que "Ortega en particular sembla haver trobat la seva veu". CinemaBlend va afirmar que "les dues noies al centre de tot això també semblen fenomenals, ja que es pot intuir un vincle real en el procés de donar vida a aquesta història" per reconèixer la química entre Ortega i Ziegler.

### Audiència del públic
Segons informa TV Time, la setmana que The Fallout es va estrenar, la pel·lícula va ser l'original en streaming número u als Estats Units.

### Elogis
| Premi                                          | Dia de celebració | Categoria                            | Destinatari  | Resultat | Referència |
| ---------------------------------------------- | ----------------- | ------------------------------------ | ------------ | -------- | ---------- |
| South by Southwest Film Festival               | 19 de març, 2021  | Premi del Gran Jurat a la narrativa. | The Fallout  | Guanyat  | [ 22 ]     |
| South by Southwest Film Festival               | 19 de març, 2021  | Premi d'il·luminació de Brightcove   | Megan Park   | Guanyat  | [ 22 ]     |
| South by Southwest Film Festival               | 23 de març, 2021  | Premi d'audiència a la narrativa.    | The Fallout  | Guanyat  | [ 23 ]     |
| Hollywood Critics Association Midseason Awards | 1 de juliol, 2022 | Millor actriu                        | Jenna Ortega | Nominada | [ 24 ]     |
| Hollywood Critics Association TV Awards        | 14 d'agost, 2022  | Millor pel·lícula de streaming       | The Fallout  | Nominada | [ 25 ]     |